# Synagogue d'Óbuda
La synagogue d'Óbuda (en hongrois : Óbudai zsinagóga) est une synagogue de Budapest, construite en 1820 à Óbuda, avant que la localité fusionne avec Pest et Buda pour former Budapest.

## Historique
Le premier document authentique signale la présence de Juifs à Óbuda en 1349, mais rien n'est connu les concernant, et il faut attendre le XVIIIe siècle pour la création d'une communauté.
Les Juifs s'établissent à Óbuda, actuellement le 3e arrondissement de Budapest, à partir de 1712, à l'époque où il est interdit aux Juifs de vivre à Buda,. La comtesse Zichy invite les Juifs à s'installer sur les terres de la famille Zichy à Óbuda. Ils sont autorisés à  tenir leurs services religieux, à avoir leur propre tribunal pour régler les conflits internes et leurs propres affaires intérieures, à acquérir des biens et à commercialiser du vin et de la viande cachère. Un certain nombre d'ateliers sont créés, ainsi qu'une teinturerie fondée en 1784 par Ferenc Goldberger (le patriarche de la famille Goldberger de Buda). 
En 1787, 320 familles juives vivent à Óbuda, dispersées dans la ville et non dans un quartier fermé. La Zsidó utcai (rue juive), aujourd'hui la rue Lajos, regroupe le centre de la vie juive avec les magasins cachères et la synagogue.   
Une première synagogue est érigée en 1737. Elle est agrandie dès 1746 avec l'accord de la comtesse Zichy, puis complètement remodelée en 1820 pour en faire le bâtiment actuel. Le toit d'origine en cuivre du présent bâtiment est réquisitionné par le gouvernement de l'Empire austro-hongrois et fondu pour en faire des munitions pendant la Première Guerre mondiale,. Ce n'est d'ailleurs pas le seul bâtiment réquisitionné: la cathédrale de la Sainte-Trinité de Sibiu, ainsi que de nombreuses autres églises perdent alors leur toit et leurs cloches, et parfois même des crucifix en bronze pour participer à l'effort de guerre.
Dans les années 1820, à l'époque de la construction de la synagogue, la communauté d'Óbuda est la plus grande communauté juive de Hongrie. 
En 1831, à la mort du rabbin Moses Munz, la communauté quitte l'orthodoxie et adhère à la néologie, un mouvement réformateur plus modéré que son homologue allemand et spécifique aux régions européennes de langue hongroise.
En 1848, la communauté apporte son soutien au nationalisme hongrois en délivrant des sermons chaque semaine en hongrois.
Au XIXe siècle et au début du XXe, le nombre de fidèles décroit car de nombreux membres déménagent vers Pest, quartier beaucoup plus prospère de la ville. Pendant la Shoah, la communauté juive d'Óbuda est décimée et doit dans les années 1970, se résoudre à vendre le bâtiment au gouvernement.
Selon l'auteur, un tantinet pompeux, d'un guide touristique austro-hongrois publié en 1822, la synagogue est non seulement le « plus magnifique » des nouveaux bâtiments d'Óbuda, mais peu de synagogues peuvent ailleurs se comparer à cette magnificence. Elle est « indubitablement » une des plus magnifiques synagogues de tout l'Empire austro-hongrois et une des plus fines de toute l'Europe. « Pas même le temple juif de Temesvár peut rivaliser avec son faste, sans même mentionner la vieille synagogue de Prague. Le seul bâtiment qui peut éventuellement surpasser son éclat est le bâtiment de la communauté juive d'Amsterdam », en se référant à la synagogue portugaise d'Amsterdam. 
En hiver 1876, l'inondation glaciale n'épargne pas la synagogue, et les fidèles se rendent en barque à fond plat pour mettre en sécurité les rouleaux de Torah. L'eau arrive jusqu'à la hauteur de l'Arche Sainte. 
En 1900, le bâtiment fait l'objet d'une importante rénovation: l'intérieur est repris en style sécessionniste, et on en profite pour y installer l'électricité.
Le bâtiment va être utilisé par le régime communiste tout d'abord comme musée du textile, puis comme studio de la télévision d'état. En avril 2010, la Communauté juive unifiée de Hongrie (EMIH) signe un contrat avec la télévision publique hongroise pour le rachat du bâtiment de la synagogue. Le montant estimé de la transaction est de 4 millions de dollars, financé en grande partie par le philanthrope George Rohr. La synagogue est de nouveau consacrée le 5 septembre 2010, en présence du grand-rabbin d’Israël, Yona Metzger, et du vice-premier ministre hongrois Zsolt Semjen. Le nouveau rabbin, Slomo Köves, est un hassid de Loubavitch.

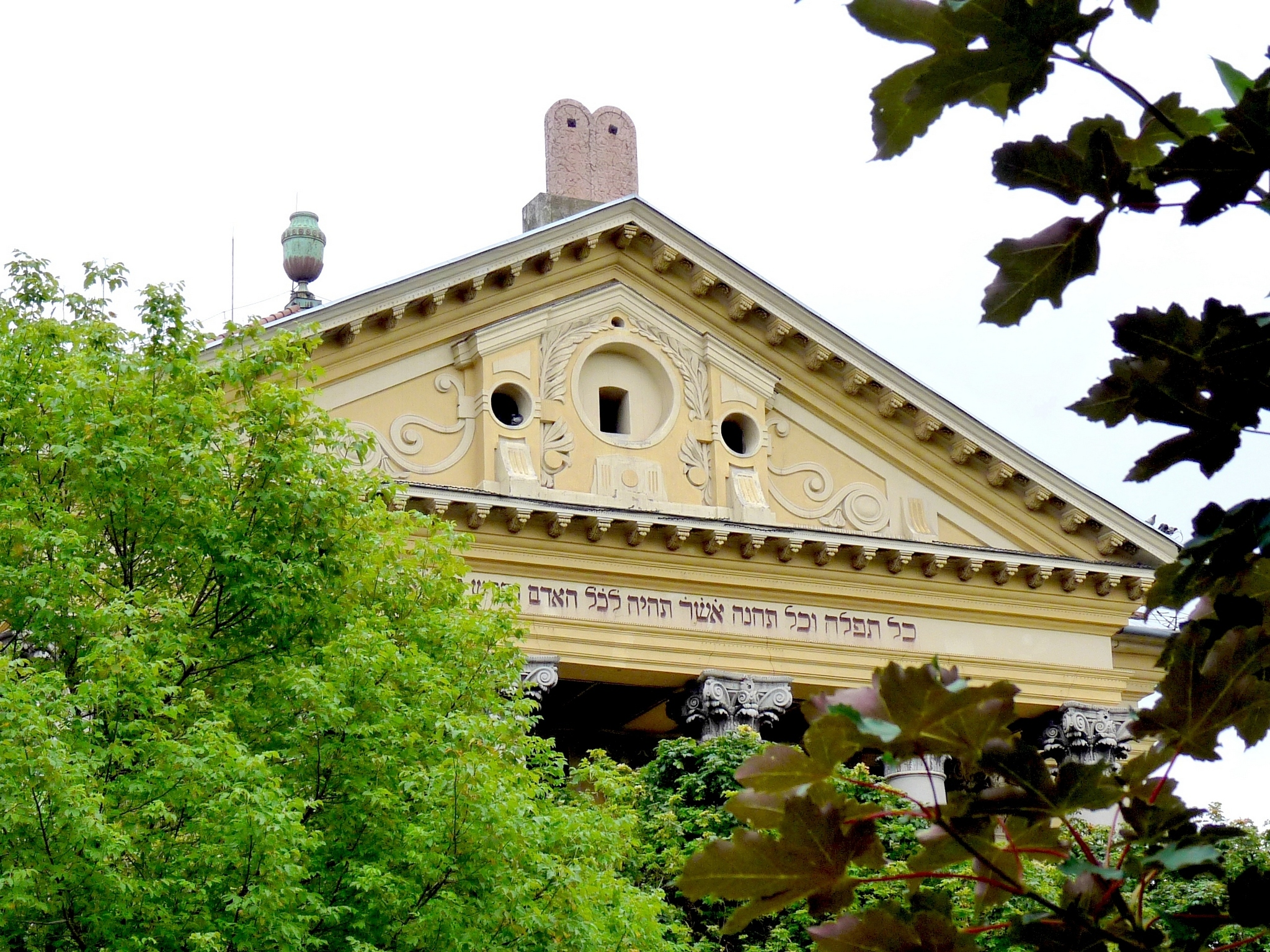
Vue du tympan avec l'inscription en hébreu

## Architecture
Les plans de la synagogue sont conçus par l’architecte Andreas Landesherr en style Empire français, qui reprend l’ancien bâtiment construit en 1731, l’agrandit, l’embellit et modifie son apparence jusqu’à le rendre méconnaissable. Les travaux durent 18 mois et se terminent le 20 juillet 1821 date de sa consécration. L'ébénisterie est confié à Ferenc X Goldringer et les stucs à János, Maurer. Le bâtiment reçoit une nouvelle façade sud, un vestibule à piliers et un nouveau toit.
Les dimensions du bâtiment sont monumentales mais de rapport harmonieux: 21 mètres de large sur 34 mètres de profondeur et 13,2 mètres de hauteur. La synagogue est construite sur un plan basilical asymétrique; les galeries des femmes se trouvent uniquement sur les côtés nord et ouest et pas sur le côté sud, mais la grandeur imposante de la croisée du transept, l'énorme voûte, l'architecture des galeries et la forme artistique de la Bimah contrebalancent l'effet néfaste de l'asymétrie. 
Le fronton et les six colonnes d'ordre corinthien de la façade, donnent à la synagogue l'aspect d'un temple classique.  Le fronton est embelli d'ornements classiques sculptés et surmonté des Tables de la Loi. Il porte une inscription en hébreu extraite du Premier livre des Rois VIII. 38:
Sur les murs latéraux, deux niveaux de fenêtres à arc plein-cintre, alternent avec des pilastres classiques.
À l'intérieur, la Bimah est encadrée de quatre colonnes d'angle impressionnantes en style éclectique égyptien, de la forme, populaire à l'époque, d'obélisques. Chaque obélisque repose sur un socle, décoré d'ornements classiques sculptés et est couronné d'une sphère surmontée d'un aigle. L'Arche Sainte est entourée de colonnes classiques et surmontée des Tables de la Loi coiffée d'une couronne et entourée d'un jaillissement de nuages peints. Elle a contenu dans le temps jusqu'à 28 rouleaux de Torah appartenant à la riche communauté. Quatorze chandeliers pendaient du plafond, ce qui amenait certains fidèles à se plaindre du gaspillage des présidents de la communauté.
Le bâtiment de la synagogue est classé monument historique en 1957 sous la référence 15265.  

## Vie religieuse
Jusqu'à la Seconde Guerre mondiale, la synagogue est très active sur le plan cultuel, mais la majorité des fidèles vont périr durant la Shoah. Après la guerre, la petite communauté de survivants va continuer à assister aux offices dans la synagogue, jusqu'en 1958, date à laquelle celle-ci est rattachée à la communauté de Buda. 
Rabbins célèbres de la synagogue: 
- Mózes Münz (1790-1831)
- Hirsch Heller Cevi (vers 1838)
- Márkus Hirsch (1861-1880)
- Gyula Klein (1887-1895)
- Illés Adler (1896-1907)
- Gyula Wellesz (1910-1915)
- Ignác Schreiber (1919-1922)
- József Neumann (1927-1957?)

À la suite d'une rénovation partielle, le 5 septembre 2010, un rouleau de Torah, offert en cadeau pour la consécration de la synagogue, est déposé dans l'Arche Sainte, et le 8 septembre 2010, la synagogue a pu fêter le nouvel an juif 5771, après 52 années d'interruption. 
Afin de retrouver la splendeur ancienne du bâtiment, d'importants travaux de rénovations intérieures sont programmés pour les prochaines années.